# 302 a.C.
Il 302 a.C. (CCCII a.C. in numeri romani) è un anno  del IV secolo a.C.

## Eventi
- Cassandro diventa re di Macedonia.
- Battaglia navale tra i popoli veneti e i greci di Cleonimo, figlio del re di Sparta Cleomene II.
- Roma
  - Consoli Marco Livio Denter e Marco Emilio Paolo.
  - Dittatore Gaio Giunio Bubulco Bruto.
  - Viene consacrato il tempio della dea Salus.
  - Trattato tra Roma e Taranto per mezzo del quale Roma non oltrepassava Capo Lacinio.

## Morti
- Mitridate II di Cio (n. 386 a.C.)